# Gran Premio di superbike del Nürburgring 2013
Il Gran Premio di Superbike del Nürburgring 2013 è stata la decima prova su quattordici del campionato mondiale Superbike 2013, è stato disputato il 1 settembre sul Nürburgring e in gara 1 ha visto la vittoria di Tom Sykes davanti a Marco Melandri e Chaz Davies, la gara 2 è stata vinta da Chaz Davies che ha preceduto Eugene Laverty e Marco Melandri.
La vittoria nella gara valevole per il campionato mondiale Supersport 2013 è stata ottenuta da Sam Lowes.
Negli anni successivi la gara del campionato mondiale Superbike non verrà più ospitata da questo circuito.

## Risultati

### Gara 1

#### Arrivati al traguardo[4]
| Pos. | Nº  | Pilota              | Squadra                  | Motocicletta           | Giri | Tempo     | Griglia | Punti |
| ---- | --- | ------------------- | ------------------------ | ---------------------- | ---- | --------- | ------- | ----- |
| 1º   | 66  | Tom Sykes           | Kawasaki Racing          | Kawasaki ZX-10R        | 17   | 32:38.184 | 3º      | 25    |
| 2º   | 33  | Marco Melandri      | BMW Motorrad GoldBet     | BMW S1000 RR           | 17   | +0:00.269 | 2º      | 20    |
| 3º   | 19  | Chaz Davies         | BMW Motorrad GoldBet     | BMW S1000 RR           | 17   | +0:00.714 | 7º      | 16    |
| 4º   | 50  | Sylvain Guintoli    | Aprilia Racing           | Aprilia RSV4 Factory   | 17   | +0:06.427 | 8º      | 13    |
| 5º   | 34  | Davide Giugliano    | Althea Racing            | Aprilia RSV4 Factory   | 17   | +0:08.526 | 14º     | 11    |
| 6º   | 84  | Michel Fabrizio     | Red Devils Roma          | Aprilia RSV4 Factory   | 17   | +0:13.234 | 13º     | 10    |
| 7º   | 91  | Leon Haslam         | Pata Honda               | Honda CBR1000RR        | 17   | +0:13.818 | 6º      | 9     |
| 8º   | 16  | Jules Cluzel        | Fixi Crescent Suzuki     | Suzuki GSX-R1000       | 17   | +0:18.726 | 9º      | 8     |
| 9º   | 86  | Ayrton Badovini     | Ducati Alstare           | Ducati 1199 Panigale R | 17   | +0:21.049 | 1º      | 7     |
| 10º  | 7   | Carlos Checa        | Ducati Alstare           | Ducati 1199 Panigale R | 17   | +0:22.774 | 18º     | 6     |
| 11º  | 8   | Mark Aitchison      | Team Pedercini           | Kawasaki ZX-10R        | 17   | +0:33.284 | 16º     | 5     |
| 12º  | 96  | Matěj Smrž          | Yamaha Motor Deutschland | Yamaha YZF R1          | 17   | +0:48.329 | 15º     | 4     |
| 13º  | 121 | Markus Reiterberger | Vanzon-Remeha-BMW        | BMW S1000 RR           | 17   | +0:48.627 | 17º     | 3     |
| 14º  | 31  | Vittorio Iannuzzo   | Grillini Dentalmatic     | BMW S1000 RR           | 17   | +1:32.530 | 20º     | 2     |
| 15º  | 58  | Eugene Laverty      | Aprilia Racing           | Aprilia RSV4 Factory   | 15   | +2 giri   | 12º     | 1     |

#### Ritirati
| Nº | Pilota          | Squadra              | Motocicletta           | Giri | Griglia |
| -- | --------------- | -------------------- | ---------------------- | ---- | ------- |
| 65 | Jonathan Rea    | Pata Honda           | Honda CBR1000RR        | 17   | 5º      |
| 2  | Leon Camier     | Fixi Crescent Suzuki | Suzuki GSX-R1000       | 17   | 11º     |
| 23 | Federico Sandi  | Team Pedercini       | Kawasaki ZX-10R        | 14   | 19º     |
| 27 | Max Neukirchner | MR-Racing            | Ducati 1199 Panigale R | 4    | 10º     |

### Gara 2

#### Arrivati al traguardo[5]
| Pos. | Nº  | Pilota              | Squadra              | Motocicletta           | Giri | Tempo     | Griglia | Punti |
| ---- | --- | ------------------- | -------------------- | ---------------------- | ---- | --------- | ------- | ----- |
| 1º   | 19  | Chaz Davies         | BMW Motorrad GoldBet | BMW S1000 RR           | 18   | 34:36.933 | 7º      | 25    |
| 2º   | 58  | Eugene Laverty      | Aprilia Racing       | Aprilia RSV4 Factory   | 18   | +0:00.132 | 12º     | 20    |
| 3º   | 33  | Marco Melandri      | BMW Motorrad GoldBet | BMW S1000 RR           | 18   | +0:00.366 | 2º      | 16    |
| 4º   | 66  | Tom Sykes           | Kawasaki Racing      | Kawasaki ZX-10R        | 18   | +0:01.189 | 3º      | 13    |
| 5º   | 50  | Sylvain Guintoli    | Aprilia Racing       | Aprilia RSV4 Factory   | 18   | +0:01.621 | 8º      | 11    |
| 6º   | 34  | Davide Giugliano    | Althea Racing        | Aprilia RSV4 Factory   | 18   | +0:03.233 | 14º     | 10    |
| 7º   | 86  | Ayrton Badovini     | Ducati Alstare       | Ducati 1199 Panigale R | 18   | +0:14.677 | 1º      | 9     |
| 8º   | 84  | Michel Fabrizio     | Red Devils Roma      | Aprilia RSV4 Factory   | 18   | +0:18.859 | 13º     | 8     |
| 9º   | 27  | Max Neukirchner     | MR-Racing            | Ducati 1199 Panigale R | 18   | +0:22.125 | 10º     | 7     |
| 10º  | 7   | Carlos Checa        | Ducati Alstare       | Ducati 1199 Panigale R | 18   | +0:23.828 | 18º     | 6     |
| 11º  | 8   | Mark Aitchison      | Team Pedercini       | Kawasaki ZX-10R        | 18   | +0:30.444 | 16º     | 5     |
| 12º  | 121 | Markus Reiterberger | Vanzon-Remeha-BMW    | BMW S1000 RR           | 18   | +0:36.419 | 17º     | 4     |
| 13º  | 91  | Leon Haslam         | Pata Honda           | Honda CBR1000RR        | 18   | +0:59.787 | 6º      | 3     |
| 14º  | 16  | Jules Cluzel        | Fixi Crescent Suzuki | Suzuki GSX-R1000       | 18   | +1:05.331 | 9º      | 2     |
| 15º  | 31  | Vittorio Iannuzzo   | Grillini Dentalmatic | BMW S1000 RR           | 18   | +1:27.381 | 20º     | 1     |

#### Ritirati
| Nº | Pilota         | Squadra                  | Motocicletta    | Giri | Griglia |
| -- | -------------- | ------------------------ | --------------- | ---- | ------- |
| 96 | Matěj Smrž     | Yamaha Motor Deutschland | Yamaha YZF R1   | 18   | 15º     |
| 23 | Federico Sandi | Team Pedercini           | Kawasaki ZX-10R | 1    | 19º     |

### Supersport

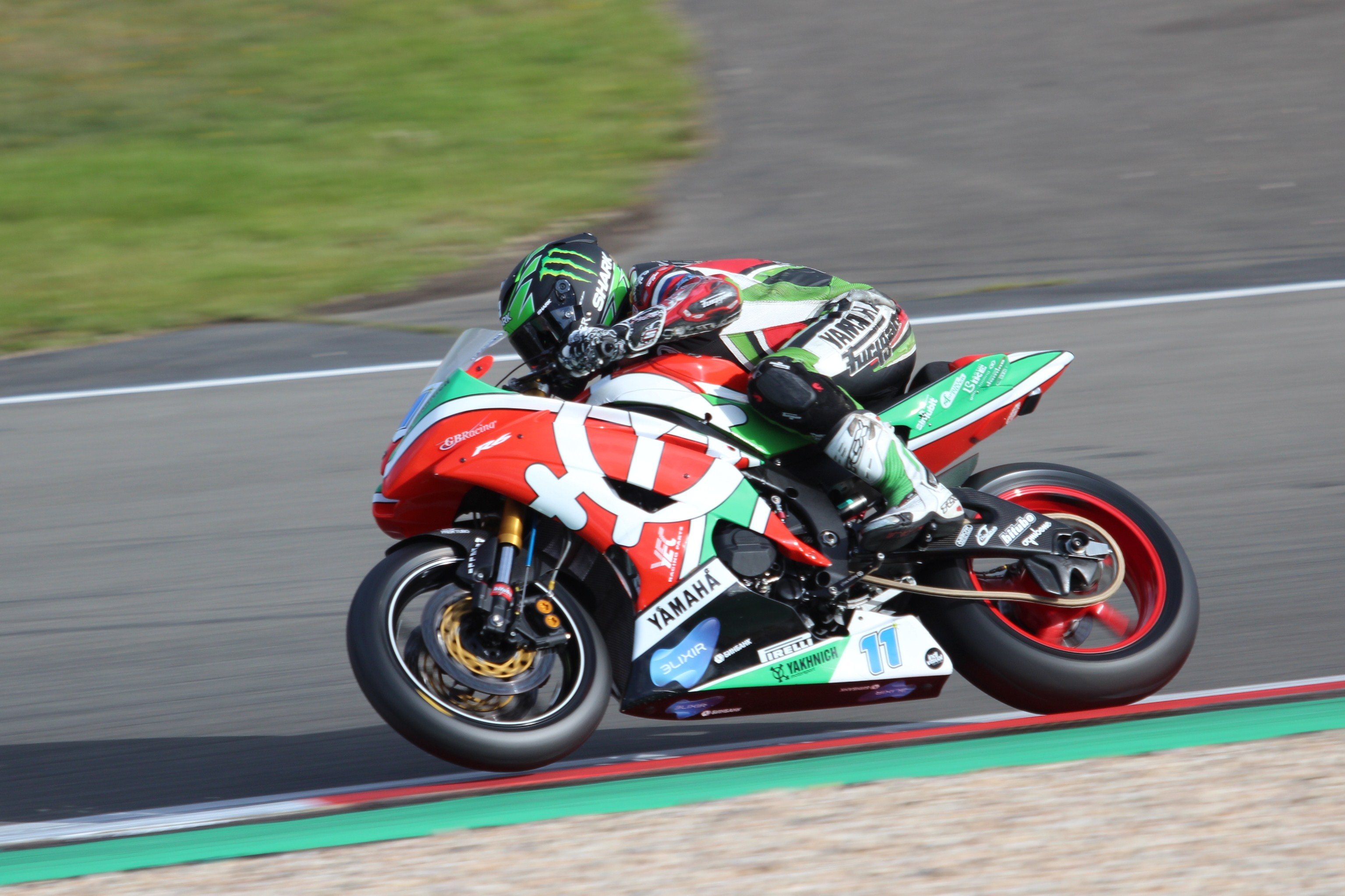
Lowes, vincitore della gara del mondiale Supersport

#### Arrivati al traguardo
| Pos. | Nº  | Pilota               | Squadra                        | Motocicletta     | Giri | Tempo     | Griglia | Punti |
| ---- | --- | -------------------- | ------------------------------ | ---------------- | ---- | --------- | ------- | ----- |
| 1º   | 11  | Sam Lowes            | Yakhnich Motorsport            | Yamaha YZF R6    | 19   | 37'44.290 | 1º      | 25    |
| 2º   | 99  | Fabien Foret         | MAHI Racing Team India         | Kawasaki ZX-6R   | 19   | +7.481    | 3º      | 20    |
| 3º   | 88  | Kevin Coghlan        | Kawasaki DMC-Lorenzini         | Kawasaki ZX-6R   | 19   | +11.393   | 7º      | 16    |
| 4º   | 26  | Lorenzo Zanetti      | Pata Honda                     | Honda CBR600RR   | 19   | +12.250   | 5º      | 13    |
| 5º   | 60  | Michael van der Mark | Pata Honda                     | Honda CBR600RR   | 19   | +15.408   | 12º     | 11    |
| 6º   | 84  | Riccardo Russo       | Puccetti Racing Kawasaki       | Kawasaki ZX-6R   | 19   | +16.243   | 16º     | 10    |
| 7º   | 91  | Roberto Tamburini    | Team Lorini                    | Honda CBR600RR   | 19   | +16.338   | 9º      | 9     |
| 8º   | 4   | Jack Kennedy         | Rivamoto                       | Honda CBR600RR   | 19   | +20.086   | 6º      | 8     |
| 9º   | 44  | David Salom          | Kawasaki Intermoto Ponyexpres  | Kawasaki ZX-6R   | 19   | +21.569   | 11º     | 7     |
| 10º  | 19  | Florian Marino       | Kawasaki Intermoto Ponyexpres  | Kawasaki ZX-6R   | 19   | +21.837   | 15º     | 6     |
| 11º  | 25  | Alex Baldolini       | Suriano Racing                 | Suzuki GSX-R600  | 19   | +22.195   | 18º     | 5     |
| 12º  | 21  | Christian Iddon      | ParkinGo MV Agusta Corse       | MV Agusta F3 675 | 19   | +30.430   | 10º     | 4     |
| 13º  | 9   | Luca Scassa          | Kawasaki Intermoto Ponyexpres  | Kawasaki ZX-6R   | 19   | +30.539   | 13º     | 3     |
| 14º  | 5   | Raffaele De Rosa     | Team Lorini                    | Honda CBR600RR   | 19   | +31.371   | 19º     | 2     |
| 15º  | 47  | Roberto Rolfo        | ParkinGo MV Agusta Corse       | MV Agusta F3 675 | 19   | +34.214   | 14º     | 1     |
| 16º  | 55  | Massimo Roccoli      | Pata by Martini                | Yamaha YZF R6    | 19   | +43.421   | 24º     |       |
| 17º  | 13  | Jed Metcher          | Suzuki Mayer                   | Suzuki GSX-R600  | 19   | +43.934   | 25º     |       |
| 18º  | 32  | Sheridan Morais      | Team Goeleven                  | Kawasaki ZX-6R   | 19   | +43.975   | 26º     |       |
| 19º  | 89  | Stefan Kerschbaumer  | Langenscheidt by Fast Bike S.  | Yamaha YZF R6    | 19   | +43.975   | 20º     |       |
| 20º  | 20  | Mathew Scholtz       | Suriano Racing                 | Suzuki GSX-R600  | 19   | +44.566   | 29º     |       |
| 21º  | 76  | Roman Stamm          | Kawasaki Schnock-Shell Advance | Kawasaki ZX-6R   | 19   | +49.023   | 28º     |       |
| 22º  | 87  | Luca Marconi         | PTR Honda                      | Honda CBR600RR   | 19   | +54.735   | 22º     |       |
| 23º  | 66  | Danny Webb           | PTR Honda                      | Honda CBR600RR   | 19   | +54.801   | 31º     |       |
| 24º  | 61  | Fabio Menghi         | VFT Racing                     | Yamaha YZF R6    | 19   | +55.978   | 23º     |       |
| 25º  | 10  | Imre Tóth            | Racing Team Toth               | Honda CBR600RR   | 19   | +1'07.301 | 21º     |       |
| 26º  | 64  | Matt Davies          | Honda PTR                      | Honda CBR600RR   | 19   | +1'17.013 | 33º     |       |
| 27º  | 56  | Pepijn Bijsterbosch  | Racing Team Bijsterbosch       | Yamaha YZF R6    | 19   | +1'26.894 | 37º     |       |
| 28º  | 7   | Nacho Calero         | Honda PTR                      | Honda CBR600RR   | 19   | +1'37.318 | 32º     |       |
| 29º  | 35  | Mitchell Carr        | AARK Racing                    | Honda CBR600RR   | 19   | +1'50.062 | 36º     |       |
| 30º  | 161 | Alexey Ivanov        | Kawasaki DMC-Lorenzini         | Kawasaki ZX-6R   | 18   | +1 giro   | 38º     |       |
| 31º  | 24  | Eduard Blokhin       | Rivamoto                       | Honda CBR600RR   | 18   | +1 giro   | 39º     |       |

#### Ritirati
| Nº | Pilota          | Squadra                | Motocicletta   | Giri | Griglia |
| -- | --------------- | ---------------------- | -------------- | ---- | ------- |
| 59 | Alex Schacht    | Racing Team Toth       | Honda CBR600RR | 18   | 34º     |
| 65 | Vladimir Leonov | Yakhnich Motorsport    | Yamaha YZF R6  | 14   | 4º      |
| 79 | Kevin Wahr      | Honda PTR              | Honda CBR600RR | 11   | 27º     |
| 54 | Kenan Sofuoğlu  | MAHI Racing Team India | Kawasaki ZX-6R | 9    | 2º      |
| 34 | Balázs Németh   | Complus SMS Racing     | Honda CBR600RR | 6    | 30º     |
| 17 | Ronan Quarmby   | Prorace                | Honda CBR600RR | 5    | 8º      |
| 31 | Leon Bovee      | DTC KME Racing         | Yamaha YZF R6  | 4    | 17º     |